# Camerini d'alabastro

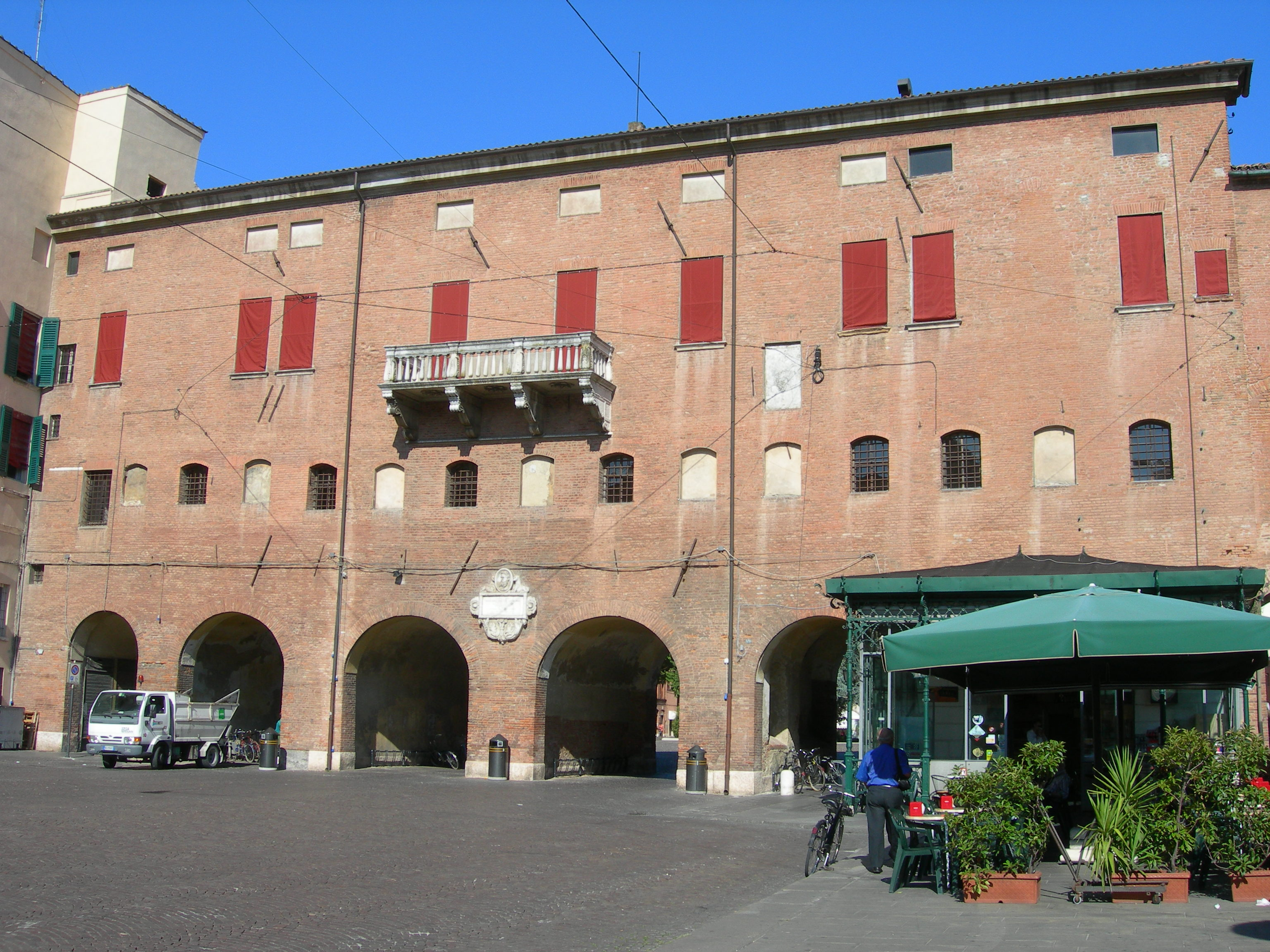
La Via Coperta

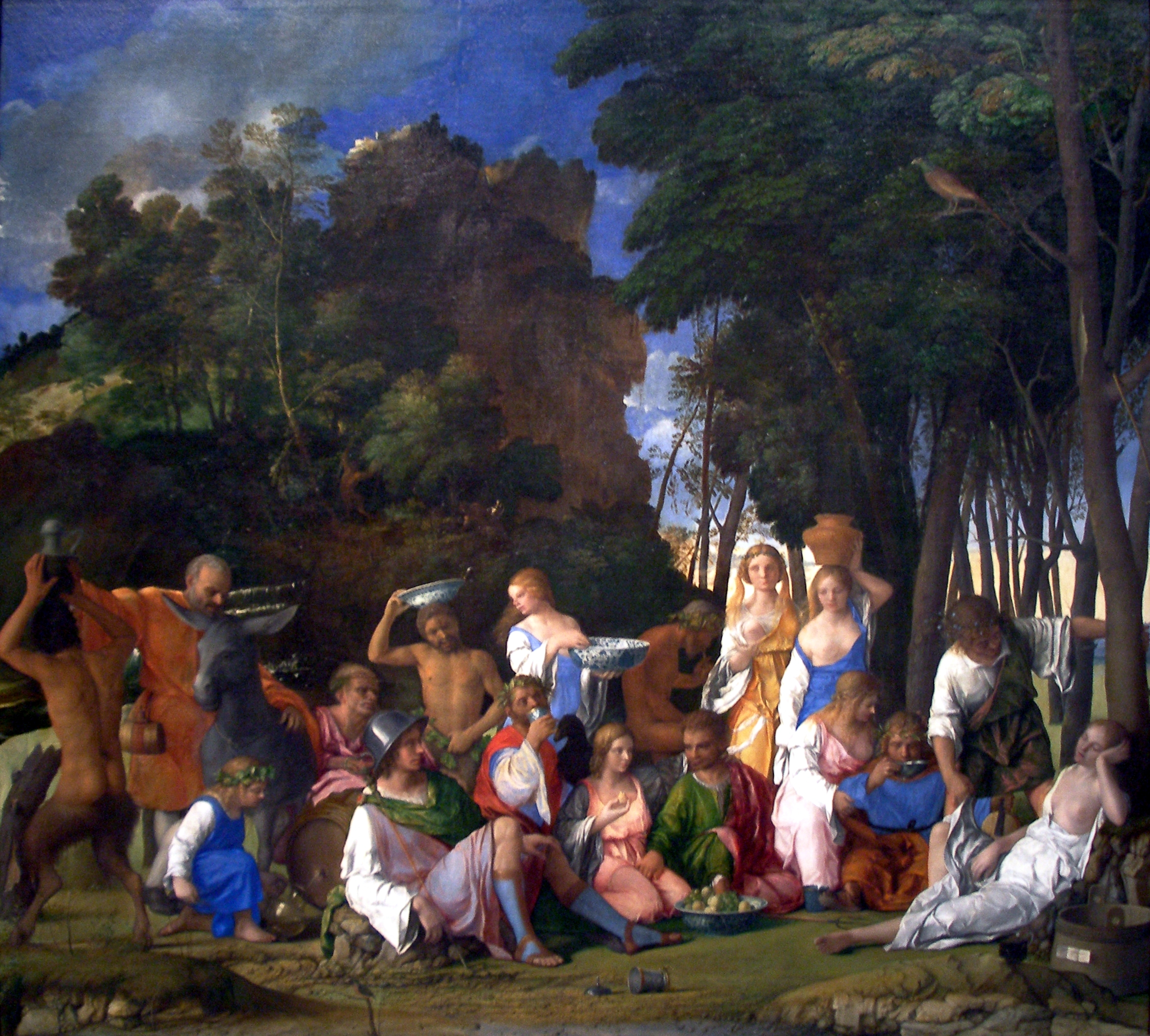
Giovanni Bellini, Festino degli dei (1514), ritoccato da Tiziano e Dosso, National Gallery of Art, Washington

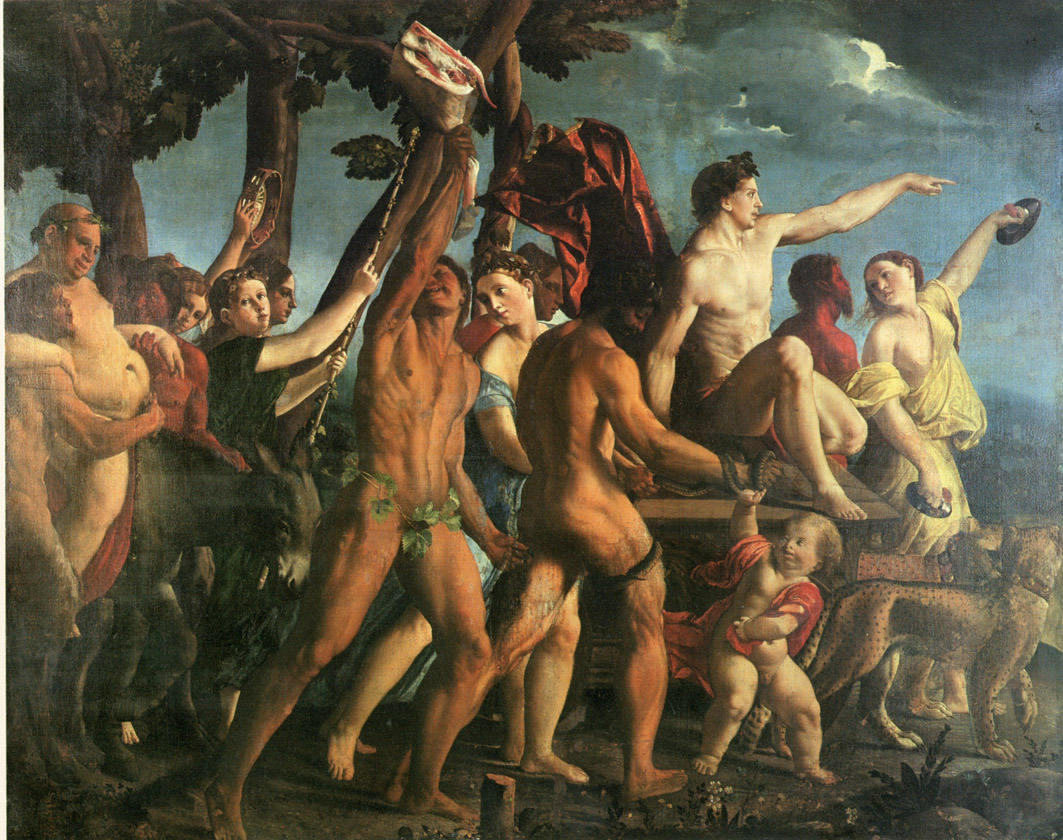
Attribuito a Dosso Dossi, Trionfo di Bacco (1513-1514), Chhatrapati Shivaji Maharaj Vastu Sangrahalaya (Prince of Wales Museum of Western India), Mumbai

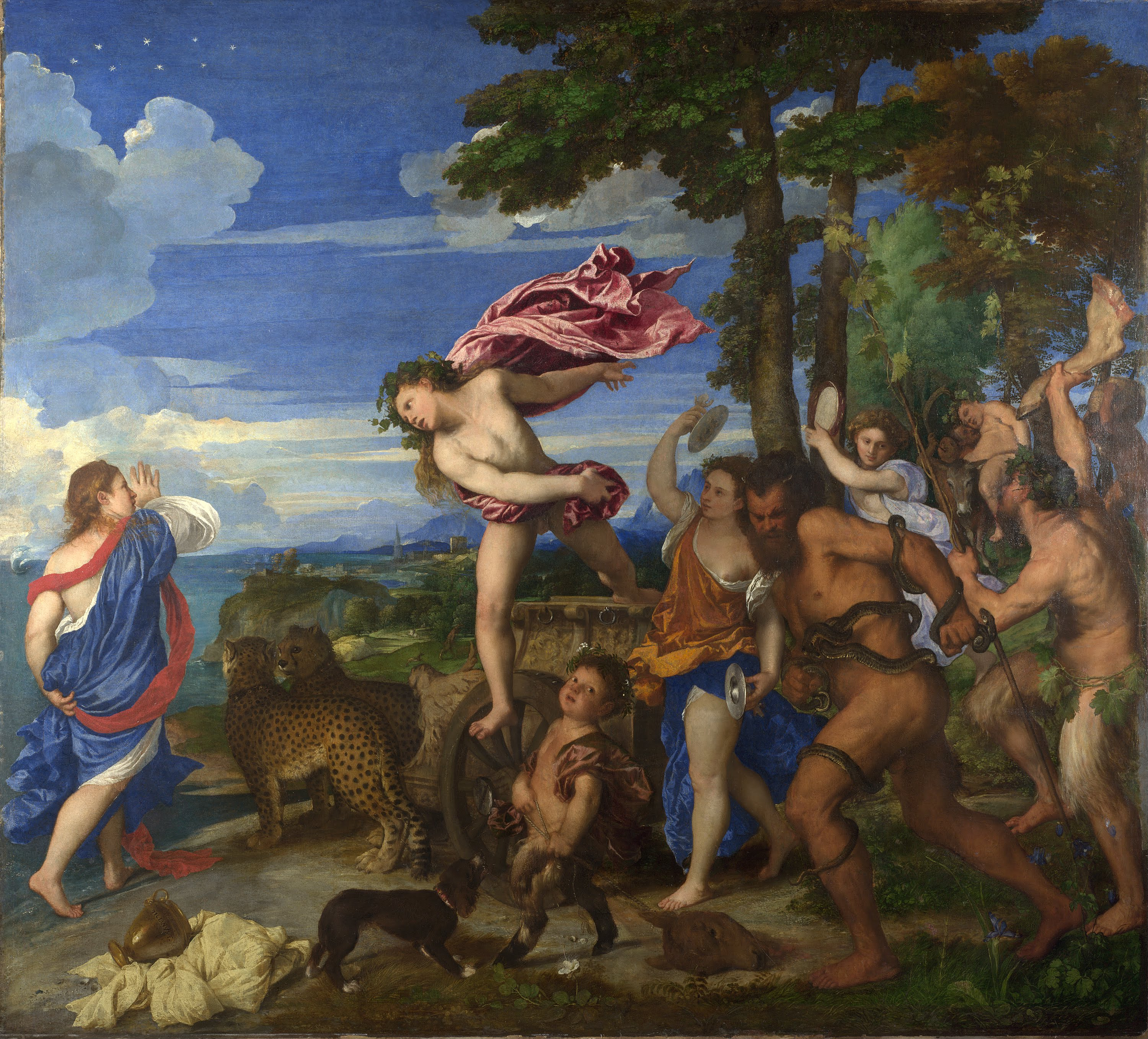
Tiziano, Bacco e Arianna (1520-1523), National Gallery, Londra

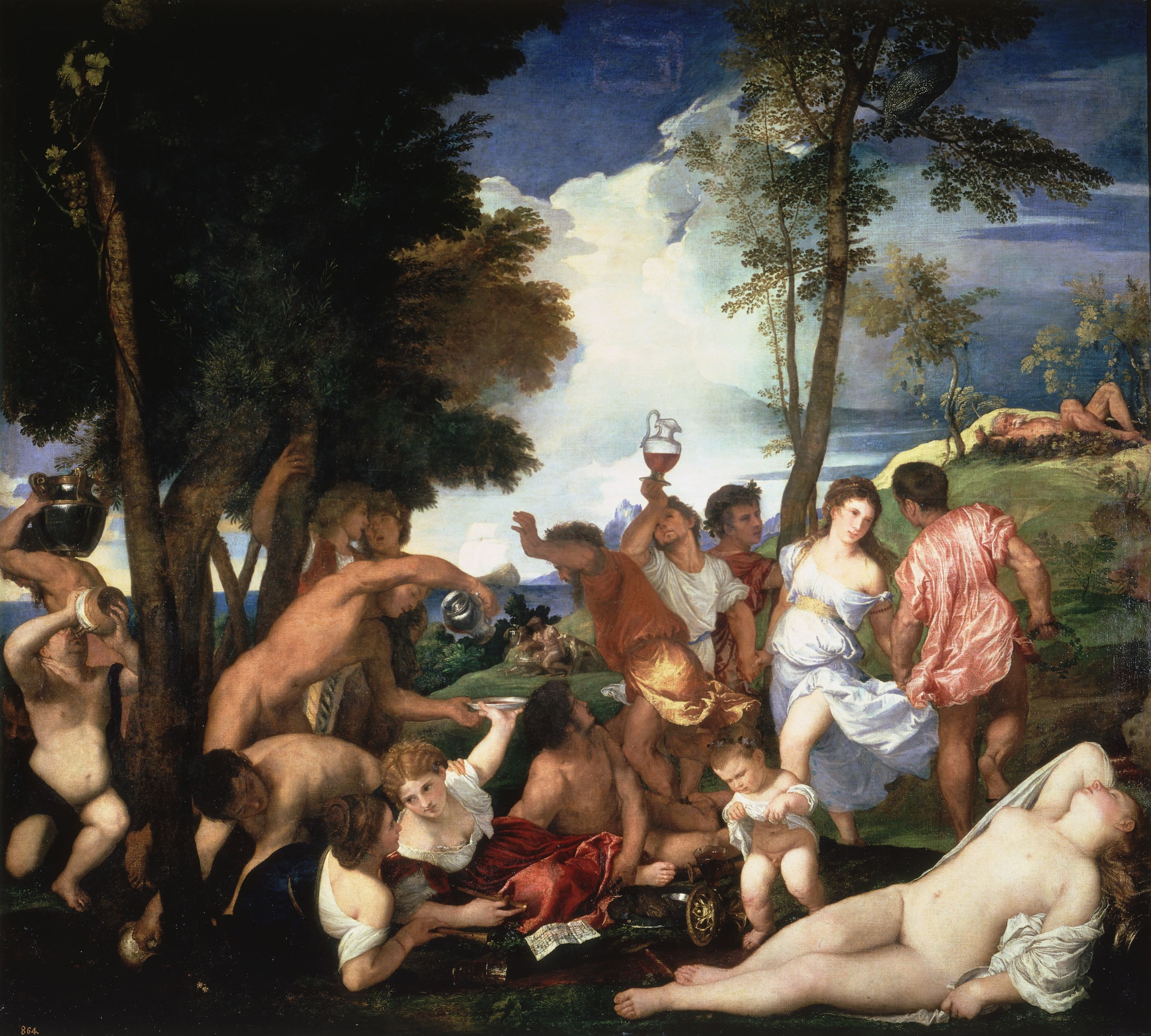
Tiziano, Baccanale degli Andrii (1523-1524), Museo del Prado, Madrid

I camerini d'alabastro erano alcune stanze presenti, a Ferrara, nel fabbricato che conduce dal Castello Estense al Palazzo Ducale, denominato Via Coperta. Erano lo studiolo di Alfonso I d'Este.

## Storia
Il nome pare derivasse dai rilievi marmorei di Antonio Lombardo che vi si trovavano. Secondo la consuetudine dell'epoca, tale luogo privato e speciale doveva esprimere un'intenzione simbolica attraverso le sue decorazioni, per comunicare il carattere, gli interessi, lo status sociale del proprietario.
Erano decorati da un ciclo di historiae dipinte, elaborato probabilmente da Alfonso stesso con l'aiuto di umanisti quali Mario Equicola.
Oggi i camerini sono scomparsi e le loro collezioni artistiche disperse, ma è possibile ricostruirne l'assetto grazie gli inventari, le lettere ed altri documenti pervenutici.
I camerini furono saccheggiati nel 1598 al momento della devoluzione di Ferrara allo Stato Pontificio. I cardinali Aldobrandini e Camillo Borghese (divenuto poi Papa Paolo V)  scelsero il meglio delle collezioni estensi rimaste e lo trasferirono a Roma, dove i dipinti un tempo presenti nelle stanze di Alfonso I influenzarono i pittori di paesaggio proto-barocchi e neo-veneti e vennero poi dispersi in varie collezioni estere.

## Descrizione
I Camerini comprendevano vari ambienti: il Camerino dei Baccanali, quello dei Marmi, il Camerino Dorato, la Stanza del Poggiolo, l'Anticamera e il Salotto Ducale.
Il ciclo decorativo era desunto dall'antichità classica, frequente motivo ispiratore del Rinascimento. I dipinti rappresentavano episodi della vita di Dioniso, le feste e le divinità a lui collegate (Venere e forse Cibele).
Gli intellettuali di corte e Alfonso stesso adattarono il progetto in itinere, prendendo spunto da fonti letterarie (Filostrato, Ovidio e Luciano).
Il soffitto presentava dieci scene dell'Eneide di Virgilio, dipinte da Dosso Dossi (tra cui Enea e Acate sulla costa libica e Discesa di Enea nei campi elisi). Iscrizioni incise precisavano che lo studiolo custodiva "la solitudine, la quiete, la serenità" del duca.
Bacco, come dio della letizia e liberatore dagli affanni, era il più indicato nei momenti di riposo dal governo e dalle guerre.
Secondo il mito, Bacco fu anche pacificatore dell'India, un'allusione alla virtù politica di Alfonso I: il duca amava le armi d'artiglieria al punto da fondere una statua bronzea di Michelangelo per farne un cannone (il Giulio II benedicente), ma esibiva abilmente il vessillo della pace.
Infine Bacco era il dio della musica, delle feste, del teatro, molto amato dal duca.
Ferrara nel Rinascimento era una grande capitale dello spettacolo: lo studiolo era comunicante anche con un teatro estense, distrutto nell'incendio del 1532.
In aggiunta alle opere del Dosso, Alfonso I commissionò dipinti ad importanti maestri veneziani, tra cui Giovanni Bellini (Festino degli dei) e Tiziano (Bacco e Arianna; Il Baccanale degli Andrii, la Festa degli amorini, il Cristo della moneta).
Alfonso I prese contatti con Raffaello Sanzio e Fra Bartolomeo, ma ottenne solo disegni, poi ripresi e sviluppati in quadri dopo la morte di questi due artisti da altri pittori (Pellegrino da San Daniele, Tiziano, Garofalo). Il dipinto di Dosso derivato dai disegni di Raffaello (Trionfo di Bacco) è stato recentemente ritrovato a Mumbai.

## Le sculture
Per quanto riguarda la scultura, Antonio Lombardo realizzò con la sua bottega ventotto rilievi marmorei raffiguranti le imprese degli dei, di un classicismo elegante e colto. Nei dipinti il paesaggio ha un ruolo preminente, secondo le tendenze coeve dell'arte veneziana, sensibile alle atmosfere e ai valori cromatici dell'ambiente, sotto lo stimolo della pittura nordica.
Tanto nei quadri quanto nelle sculture, numerose figure di personaggi sono desunte dai sarcofagi antichi e dall'arte statuaria greco-romana.